# Glauco (Auguste Rodin)
Glauco es una escultura del artista francés Auguste Rodin, concebida en 1886. Es una representación de Glauco, el personaje de la mitología griega, hijo de Poseidón. Rodin realizó varias obras a partir de sus estudios sobre Las metamorfosis del poeta Ovidio, en la que se relata la historia del semidiós. Esta obra también es conocida como La confidencia debido a otra pieza en la que la mujer acerca su rostro al pecho del hombre.
Glauco también se encuentra presente en el grupo escultórico La puerta del infierno. Está representado dos veces de espaldas; una vez en el tímpano y después en la hoja o jamba izquierda. Al mostrar la espalda, Rodin refuerza la noción de que las figuras representadas están completamente absortas y no le prestan atención al observador.

## Descripción

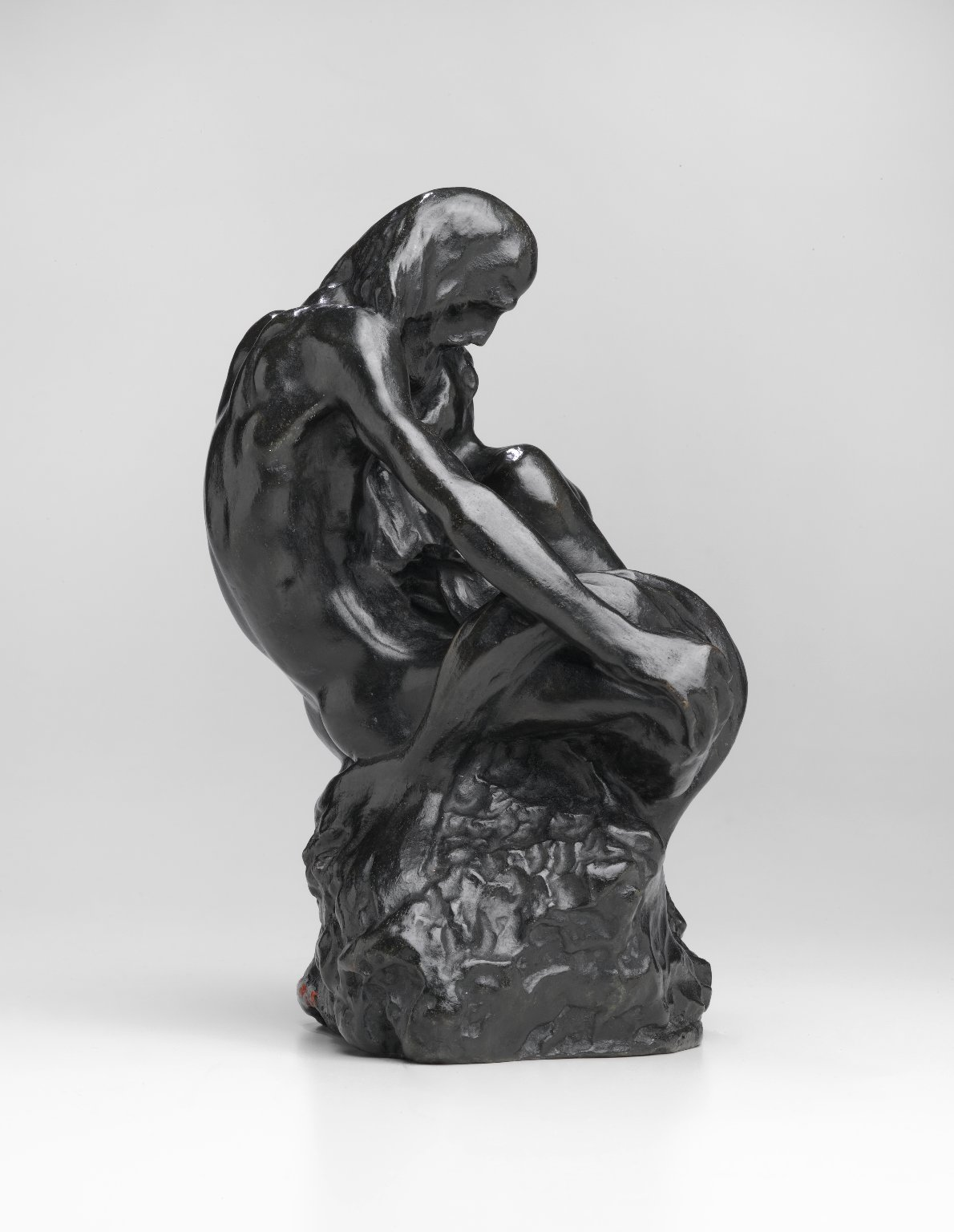
Glauco, vista de perfil
Museo Brooklyn

En Glauco, Rodin representa el sentimiento de tragedia que relata Ovidio: Glauco se enamora de Escila, quien lo rechaza por su transfiguración: XII, 898–967 . Él le pide ayuda a la hechicera Circe, pero ésta transforma a Escila en un monstruo debido a sus celos hacia la ninfa: XIV, 1–74 . La escultura, sin embargo, no es completamente fiel a la narración del mito, ya que muestra a ambos personajes con piernas humanas. Esto se debe a que Rodin compuso esta pieza a partir de su anciano sentado, a la que le añadió una figura femenina para representar el mito. Así se demuestra también la capacidad de Rodin de unir imágenes separadas para evocar alusiones mitológicas.
De acuerdo a Bartlett, la figura sugiere que en esta obra, Glauco se está transformando en un árbol.